# Massieville
Massieville es un lugar designado por el censo ubicado en el condado de Ross en el estado estadounidense de Ohio. En el Censo de 2020 tenía una población de 584 habitantes y una densidad poblacional de 119,67 habitantes por km². Fue incluido como CDP en el censo de 2020.

## Geografía
Massieville se encuentra ubicado en las coordenadas 39°15′24″N 82°58′6″O / 39.25667, -82.96833. Según la Oficina del Censo de los Estados Unidos,  tiene una superficie total de 4,88 km², todos correspondientes a tierra firme.